# 奧古斯塔鎮區 (阿肯色州伍德拉夫縣)
奧古斯塔鎮區（英語：Augusta Township）是位於美國阿肯色州伍德拉夫縣的一個行政鎮區。

## 地方資料
奧古斯塔鎮區的面積為306.77平方千米，當中陸地面積為300.06平方千米，而水域面積為6.71平方千米。根據2010年美國人口普查的數據，當地共有人口2598人，而人口密度為每平方千米8.47人。